# Fehrbellin
Fehrbellin est une commune du Brandebourg (Allemagne), située dans l'arrondissement de Prignitz-de-l'Est-Ruppin, à 60 km au nord-ouest de Berlin.

## Histoire
En 1675, la bataille de Fehrbellin s'y est déroulée et a vu la victoire des Brandebourgeois sur les Suédois.

## Personnalités liées à la ville
- Hans Joachim von Zieten (1699-1786), général prussien né à Fehrbellin.
- Hans Ernst Karl von Zieten (1770-1848), général né à Dechtow.
- Luise Hensel (1798-1876), poétesse né à Linum.
- Friedrich Wilhelm Wolff (1816-1887), sculpteur né à Fehrbellin.
- Kurt Hintze (1901-1944), homme politique nazi né à Fehrbellin.